# Steve Zampieri

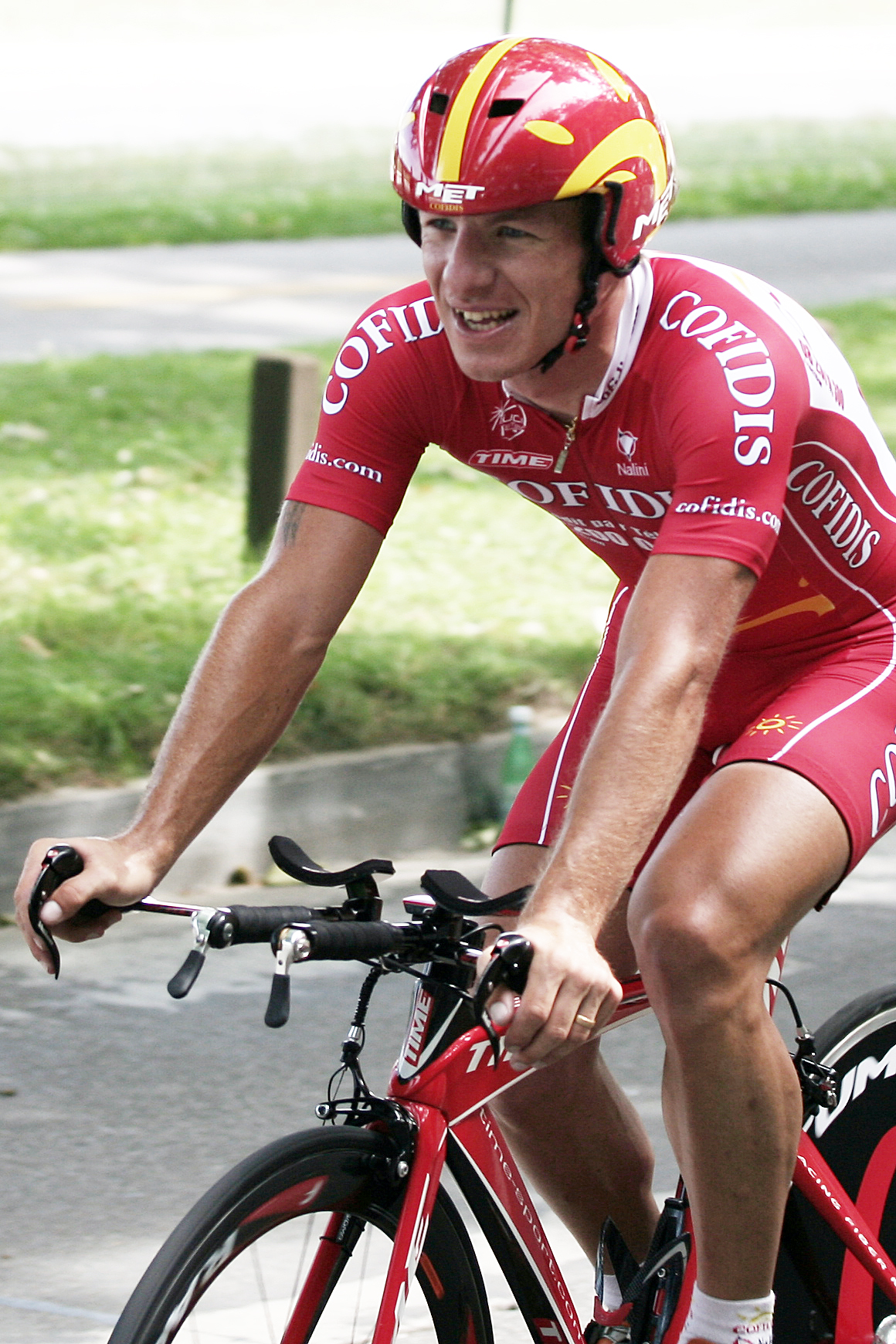
Zampieri an der Tour de Suisse 2007, Bern

Steve Zampieri (* 4. Juni 1977 in Arbon) ist ein ehemaliger Schweizer Radrennfahrer.
Der 1,71 Meter grosse Zampieri wurde 2000 Profi. Zuvor war er als Amateur für den Velo-Club Littoral gestartet. Er gewann in seinem ersten Profijahr das Rennen Prix de Armorique. 2001 wurde er Schweizer Meister am Berg und bewies damit seine Klettereigenschaften. 2003 gewann Zampieri die Vittel Trophy. Er nahm zweimal an der Tour de France teil, und dreimal wurde er Schweizer Bergmeister.

## Teams
- 2000: Mercury Cycling Team
- 2001: Post Swiss Team
- 2002: Tacconi Sport
- 2003–2004: Vini Caldirola
- 2005–2006: Phonak Hearing Systems
- 2007–2008: Cofidis